# 山口大学
山口大学（やまぐちだいがく、英語: Yamaguchi University）は、山口県山口市吉田1677-1に本部を置く日本の国立大学。1815年創立、1949年大学設置。大学の略称は山大（やまだい）。

## 概観

### 大学全体
山口大学は1815年（文化12年）に長州藩士の儒学者上田鳳陽によって創設された私塾山口講堂を淵源とする。第二次世界大戦後の学制改革で旧制山口高等学校（山口講堂の後身）、山口経済専門学校、山口師範学校、山口青年師範学校、宇部工業専門学校、山口獣医畜産専門学校を統合して1949年（昭和24年）、新制大学として設立された。これに1964年（昭和39年）に山口県立医科大学を移管・統合して、現在に至る。旧制大学を母体とせず戦後各県に新設された地方国立大学の大半は規模拡大を実質的に認めなかった文部省、大蔵省の政策により総合大学化が叶わず複合大学に留まり、新設大学のうち平成3年の大学設置に対する規制緩和（大学設置基準の大綱化）までに総合大学化した大学は山口大学を含む5校のみである（新制総合5大学）。
9学部9研究科を有している。人文学部、教育学部、経済学部、理学部、農学部、工学部、医学部、共同獣医学部、国際総合科学部で構成され社会科学(経済、経営、法、政策、教育等)、人文学(文学、外国語、哲学、心理学等)、自然科学(理学、工学、農学等)を欠けなく揃える。学生数は学部生8,546名、大学院生1,473名（鳥取大学連合農学研究科を含む。2022年5月1日時点） となっている。
学内に大原学園グループとの連携による就職支援施設「O-HARA山口大学就職支援施設」が置かれ、キャンパス内に民間の就職支援施設を設置する唯一の国立大学である。経済学部には経済学科職業会計人コースが設置され別途88万円程度の負担で大原簿記専門学校と連携する1年生後期から4年生8月までのカリキュラムで公認会計士試験、税理士試験に挑戦する。
3つのキャンパスから成り、山口市には人文学部、教育学部、経済学部、理学部、農学部、共同獣医学部、国際総合科学部、共通教育棟および山口大学の主要な研究施設がある吉田キャンパス、宇部市には工学部がある常盤キャンパスと、医学部・山口大学医学部附属病院がある小串キャンパスがある。吉田キャンパスは中心部からの距離は5km程あるものの県庁所在地山口市にあり、山坂を超えることなく中心市街までアクセスが可能である。また湯田温泉街から2kmほどの距離にあり、大学最寄り駅の湯田温泉駅は非電化単線のローカル線ながら特急スーパーおきを含む上り下り毎時各1～2本の列車が停車し新幹線駅の新山口駅まで30分程度で連絡している。
山口県内出身者が全学生の3割に留まりキャンパスのアクセスの都合から県内出身者も含め大半の学生が大学近辺で一人暮らしをしている。2割の学生が広島県出身、1割強が福岡県出身と3県出身の学生が6割を占める。

### 教育および研究
山口大学に入学した全ての1年生は最初に大学の共通教育を学ぶために、共通教育棟がある吉田キャンパスに通う。2年生以降は専門教育を学ぶために各学部のあるキャンパスに通学する。
- 2017年、ユニバーシティ・カレッジ・ロンドン（UCL）との国際共著論文「選択的フッ素化に関する最近の動向」を発表[4]。
- 2017年、抗がん剤を遺伝子で判定。東洋鋼鈑と共同研究において解析キットを開発[5]。
- 2018年、THE世界大学ランキング（国内版）39位[6]。
- 2019年、THE世界大学インパクトランキング、国内4位[7]。
- 2022年
  - THE大学インパクトランキング、総合301-400位（国内15位タイ）[8]
- 2023年
  - THE 日本大学ランキング、59位[9]
  - THE 世界大学ランキング2023、1501位 [10]
  - THE 世界インパクトランキング、国内23位[11]
  - THEインパクトランキング2023、SDGs別「海の豊かさを守ろう」部門、61位[12]
  - 大学地域貢献度ランキング、9位[13]

### 同窓会
（2023年5月1日時点）9会が設置されている。
- 鴻文会（人文学部）
- 時雍会（教育学部）
- 鳳陽会（経済学部）
- 鴻理会（理学部）
- 農会（農学部）
- 常盤工業会（工学部）
- 霜仁会（医学部医学科）
- 双樹会（医学部保健学科）[14]
- 技経会（技術経営研究科）[15]

#### 同窓生の活動
- 2023年
  - 社長出身大学(医科歯科系除く）増益達成ランキング4位、増収増益達成ランキング3位[16]

### 校歌・寮歌
旧制〜学制改革にかけて数多く作曲創作されている。（一部記載）
- 『山口大学学生歌 』（作詞：永井正春、作曲：藤井哲雄）
- 『旧制 山口高等学校校歌（健兒の胸に）』（現:山口大学）- （作詞：山崎麓、作曲：旧制山高一回生有志）
- 『旧制 山口高等学校鴻南寮寮歌（柳桜をこきまぜて）』（文理学部/現:人文学部・理学部）-（作詞・作曲:第一回文甲会）[17][18]
- 『旧制 山口師範学校校歌』（現:教育学部） - （作詞：国漢文・音楽科教師、作曲：信時潔）
- 『旧制 山口高等商業学校校歌』（現:経済学部）- （作詞：土井晩翠、作曲：山田耕筰）
- 『山口大学医学部部歌』- （医学部）-（作詞：小西邦太郎、作曲：岡田昌大）
- 『宇部高等工業学校常盤寮寮歌（栄枯は夢か幻か）』（現:工学部）-（作詞：森川晃卿、作曲：大中寅二）[19]

## 山口大学憲章
2007年（平成19年）2月15日に制定された「山口大学憲章」では、広中平祐学長（1996年（平成8年） - 2002年（平成14年）)によって提唱された「発見し・はぐくみ・かたちにする 知の広場」の創造（Creation of a “Place of Wisdom:Discover it, Nourish it, and Realize it” ）、ともに力を合わせ、ともに育みあい、ともに喜びを分かち合う（Fostering the Spirit of Cooperation,Interactive Education,and Sharing） 「共同・共育・共有精神の涵養」、他者への配慮と自らを律する倫理観のもとで、あらゆる偏見と差別を排する「公正・平等・友愛の尊重」 （Respect for Fairness,Equality,and Fraternity）の3つが基本理念として掲げられている。特に、「共同・共育・共有の精神」は「山大スピリット」（Yamaguchi University Spirit）と名づけられている。

### 基本理念
1. 「発見し・はぐくみ・かたちにする知の広場」の創造
2. 共同・共育・共有精神の涵養
3. 公正・平等・友愛の尊重

### 教育の目標
1. 専門性と社会性の育成
2. 自己啓発・自己研鑽・自己管理の徹底
3. 知識社会に答える能力の醸成

### 研究の目標
1. 先進的な研究を社会に還元
2. 学際的な研究体制の構築
3. 研究活動の透明性と説明責任の順守

### 私たちの責務
1. 新たな価値の創出
2. 社会が抱える問題解決への寄与
3. 地域社会の発展と国際社会への貢献[注釈 1]

## 山口大学おもしろプロジェクト
山口大学において他の大学とは違う特色ある教育としては、山口大学生の自主性を高めることを目的とした、いわゆるゼミや卒業論文とは別の、学生グループによる独自の自主研究活動に大学側が資金面での支援を行う「山口大学おもしろプロジェクト」実施が挙げられる。2005年度、文部科学省によって「特色ある大学教育支援プログラム」に採択されている）。1996年（平成8年）に当時着任したばかりであった学長の広中平祐の発案で始まったものであり、選考会を通して年間に十数件ほどが採用されている。最大で3年間のプロジェクトを計画することが可能であり、1年あたり最高100万円の資金を獲得することができる（長期プロジェクトのみ）。応募要件としては
1. 学生自身が自主的に企画や運営をするプロジェクトであること。
2. 独創性やユニークさに富んでいるプロジェクトであること。
3. ゼミなどでの研究、学位論文に関するプロジェクトでないこと。
4. 学生だけで遂行することが不可能だと判断されるプロジェクトでないこと。
5. 商標登録の取得などが含まれるプロジェクトでないこと。
6. プロジェクト構成員の中に、最終学年以外の学生を含むこと。
7. プロジェクト構成員の中に、山口大学の学部学生または大学院生で構成されること。

の7つが挙げられており、中・長期プロジェクトは前期の1回、短期プロジェクトは前・後期の2回募集をしている。
また、おもしろプロジェクトの開始初年度は学内予算配分が決定した後にこのプロジェクトの発足が決まったために、実施予算の大半が広中学長のポケットマネーから支出されたというエピソードも残されている。
- 2023年には、おもしろプロジェクトの一環として、「県産農産品からつくる新医薬品―山口から世界へ」と題し、シンポジウムを開き、「地域産品を用いた創薬開発と6次産業化」をテーマに、専門家による講演や研究成果を発表[20]。

## イベント

### 学園祭
山口大学における学園祭としては次の5つが挙げられる。
姫山祭
毎年11月上旬に、大学祭実行委員会が主体となって吉田キャンパスにて行われる学園祭である。山口大学の学園祭の中心的な存在となっていて、有名芸人のライブや、有名アーティストのライブが行われている。また共通教育棟前の広場では、大学祭実行委員会が企画した小規模なイベントが連続して開催されており賑わいを見せている。姫山祭恒例の河豚鍋奉行も振る舞われる。また、大学のマスコットであるヤマミィの誕生日が11月12日であることから、誕生日会の企画も行われている。
医学祭
毎年11月中旬に、医学祭実行委員会が主体となって小串キャンパスにて行われる学園祭である。姫山祭と同様に有名芸人のライブや有名アーティストのライブが行われているほか、著名人による講演が一般開放され行われる。医学部の各部活による模擬店や医療系サークルによるブース企画、ドクターヘリ展示など医学系の企画を中心として、敷地は広くないもののかなりの賑わいをみせている。
常盤祭
毎年11月下旬に、常盤祭実行委員会が主体となって常盤キャンパスにて行われる学園祭である。こちらは有名アーティストのライブが主なプログラムとなっている。
七夕祭
毎年7月に、山口大学の学生寮である吉田寮および椹野寮の寮生によって結成された、七夕祭実行委員会が主体となって行われる学園祭である。上記の3つの学園祭のように有名芸能人やアーティストによるライブはないものの、山口大学の公認サークルおよび非公認サークルがこぞってステージ発表を行ったり模擬店を出店したりしていて、模擬店の数は120店を超える。また七夕祭実行委員会の部署の1つである備品部によって手作りの神輿が練り歩くほか、旅行などが当たる大ビンゴ大会が開かれるなど、他の山口大学の学園祭にはないほどの活況を呈している。この祭りに対する寮生の意識は非常に高く、七夕祭の開催3ヶ月前にもかかわらず七夕祭実行委員会のしるしである法被を着て、学生生活を送っている。なお、寮生は原則として全員が七夕祭実行委員会に所属することが求められる。
わん！！～学生と地域の人々を繋ぐお祭り～
毎年10月に、山口大学のサークルの1つである山口大学よさこいやっさん！！が主体となって行われる学園祭である。この祭りの背景として、吉田寮の全面改築工事によって2010年度の新入寮生が減少してしまったために、2010年度の七夕祭が開催できなくなってしまった経緯があった。その七夕祭の代替としてその年から始まったのがこの祭りである。主によさこいライブや演舞指導が行われるが、模擬店も出店している。またテーマにあるように地域に根付いた祭りであるため、産直販売も行われている。好評であったために2011年以降も継続して開催されている。ちなみに、2023年第25回 『Y O S A ＫＯＩさせぼ祭り』学生王者決定戦「青春グランプリ」にて、「山口大よさこいやっさん！！」が大賞を受賞している。

## 沿革

### 前史
山口講堂
- 1815年（文化12年）4月15日 - 長州藩士で儒学者での上田鳳陽により「山口講堂」が設立。
- 1845年（弘化2年）1月 - 「山口講習堂」に改称。
- 1860年（万延元年） - 練兵場を新設。また長州藩政府の直轄となる。
- 1861年（文久元年） - 中川原から亀山に拡充移転し、同年11月から順次授業を開始。
- 1863年（文久3年）11月 - 山口講習堂が廃止され、「山口明倫館」が設立。
- 1864年（元治元年） - 山口明倫館内にあった文学寮を、本学寮と漢学寮の2つに分割する。山口明倫館の学業・訓練が中止され、後に廃止となる。
- 1865年（慶應元年） - 山口明倫館が再興。
- 1870年（明治3年）11月
  - 山口明倫館が小中学規則の公布により廃止され、山口中学校が設立。
  - 山口県内の各郡にあった郷校を小学へと名称を改めて、山口中学校の管轄下となる。
- 1886年（明治19年） - 山口中学校が廃止され、全国3番目[注釈 3]の高等中学校として「山口高等中学校」が設立。文部省の所管となる。
- 1894年（明治27年）9月 - 山口高等中学校が廃止され、「旧制山口高等学校」として新設。
- 1905年（明治38年）4月 - 全国3番目[注釈 4]の官立（国立）高等商業学校として旧制官立山口高等商業学校が設立。
- 1919年（大正8年）4月 - 「旧制山口高等学校」が再興。またこの頃、官立山口高等商業学校の商科大学への昇格運動がおこる。
- 1943年（昭和18年）頃 - 山口高等商業学校を中核とした「官立防長総合大学」の構想が実現寸前までに至ったものの、太平洋戦争の戦局悪化により実現ならず。
- 1944年（昭和19年）4月 - 山口高等商業学校が廃止され、「山口経済専門学校」が設立される。

教員試験所
- 1874年（明治7年）
  - 4月 - 学制の施行による学校増加による教員数の不足に対応するために、山口県岩国市に「教員試験所」が設立される。
  - 10月 - 「山口県教員養成所」に改称。山口県教員養成所附属小学校も設立。
- 1877年（明治10年）3月 - 「山口県師範学校」に改称。
- 1884年（明治17年） - 女子師範学科が開設。
- 1886年（明治19年）3月 - 「山口県尋常師範学校」に改称。
- 1914年（大正3年）4月 - 「山口県山口師範学校」に改称。

山口県室積師範学校
- 1914年（大正3年）4月 - 「山口県室積師範学校」が設置される。
- 1920年（大正9年）4月 - 「山口県女子師範学校」に改称。

山口師範学校
- 1943年（昭和18年）4月 - 山口県山口師範学校と山口県女子師範学校が統合され、「山口師範学校」となる。
  - 旧・山口県山口師範学校を「男子部」、旧山口県女子師範学校（光分校）を「女子部」とする。

家事裁縫科教員養成所
- 1920年（大正9年） 4月 - 山口県女子師範学校に「家事裁縫科教員養成所」（半年制）が併設。
- 1921年（大正10年）4月 - 「山口県立女子実業補習教員養成所」（1年制）が設立。
- 1937年（昭和12年）3月 - 「山口県立女子青年学校教員養成所」（2年制）が設立。

山口県農業教員養成所
- 1920年（大正9年）4月 - 「山口県農業教員養成所」が設立。
- 1921年（大正10年）4月 - 「山口県立実業補習学校農業科教員養成所」に改称。
- 1935年（昭和10年）4月 - 「山口県立青年学校教員養成所」（旧）に改称。

山口県立青年学校教員養成所
- 1941年（昭和16年）4月 - 山口県立女子青年学校教員養成所と山口県立青年学校教員養成所（旧）が統合され、「山口県立青年学校教員養成所」（新）（2年制）が設立。
- 1944年（昭和19年）4月 - 「山口青年師範学校」（本科3年制）に改称。

山口県立医学専門学校
- 1944年（昭和19年）4月 - 「山口県立医学専門学校」が設立。
- 1949年（昭和24年） 4月 - 「山口県立医科大学」に改称。

宇部工業高等学校
- 1939年（昭和14年）5月 - 文部省直轄諸学校官制の改正により「宇部高等工業学校」が設立。
- 1944年（昭和19年）
  - 3月 - 「宇部工業専門学校」に改称。
  - 4月 - 工業教員養成所を付設。

山口栽培試験場農事講習会
- 1883年（明治16年）6月 - 山口栽培試験場内に「農事講習会」が開設。
- 1884年（明治17年） - 獣医講習会が開設。
- 1885年（明治18年）7月 - 「山口農学校」が設立。また同年中に獣医科（2年制）を開設。
- 1890年（明治23年）- 大内氷上に移転。
- 1895年（明治28年）4月 - 「山口県農学校」に改称。
- 1899年（明治32年）8月 - 「山口県立農学校」に改称。
- 1901年（明治34年）5月 - 「山口県立農業学校」に改称。
- 1910年（明治43年）- 小郡に移転。
- 1924年（大正13年）4月 - 「山口県立小郡農業学校」に改称。
- 1944年（昭和19年）1月 - 「山口高等獣医学校」に改称。
- 1945年（昭和20年）3月 - 「山口獣医畜産専門学校」に改称。

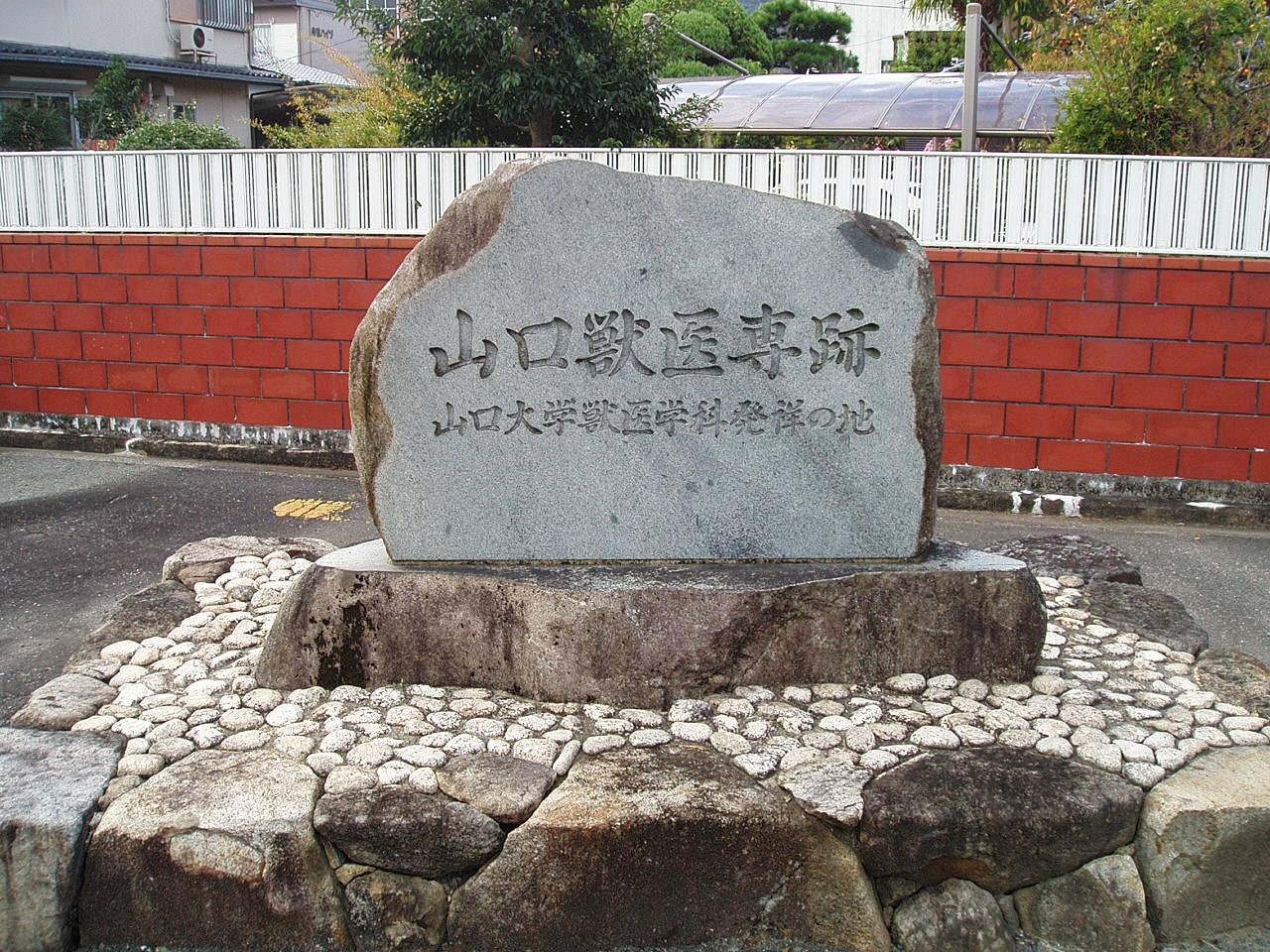
山口獣医畜産専門学校跡碑（獣医学科発祥の地）

### 新制大学発足
- 1949年（昭和24年）5月31日 - 学制改革により、以下の6校を統合・包括の上、新制大学「山口大学」が発足。初代学長に松山基範が就任。

【包括校】
以下の6校は最後の在学生が卒業するまで、頭に山口大学をつけた名称（例：山口大学山口高等学校）で存続されることとなった。
- 1. 山口高等学校
- 2. 山口経済専門学校（旧山口高等商業学校）
- 3. 宇部工業専門学校（旧宇部高等工業学校）
- 4. 山口師範学校
- 5. 山口青年師範学校
- 6. 県立山口獣医畜産専門学校

【学部】
- 文理学部・教育学部・経済学部・工学部・農学部の5学部を設置。

【附属校】

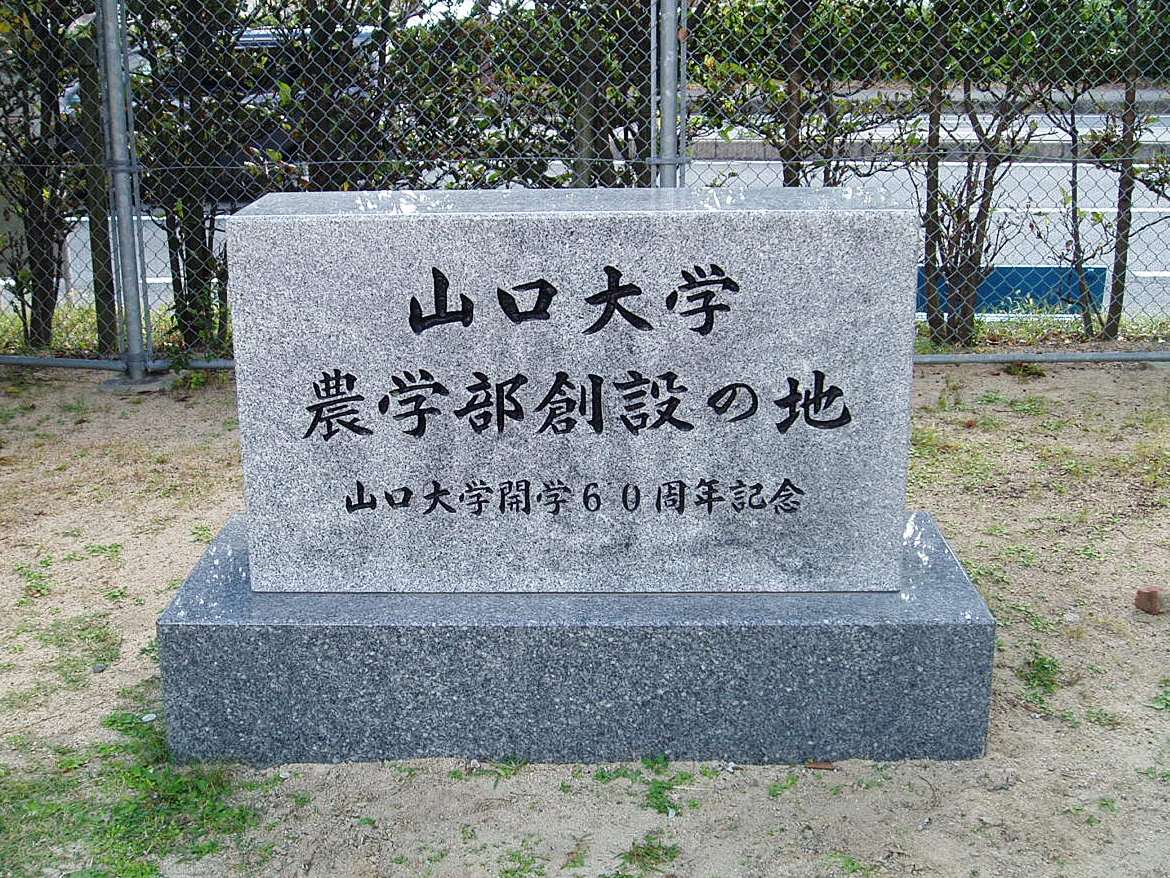
山口大学農学部創設記念碑

- 教育学部の分校として防府分校と光分校の2校を設置。
- 師範学校の附属校として山口小学校・中学校、光小学校・中学校の4校、青年師範学校の附属校として防府中学校1校、計5校を継承。

- 1950年（昭和25年）3月31日 - 最後の在学生を送り出し、山口高等学校を廃止。
- 1951年（昭和26年）
  - 3月31日 - 最後の在学生を送り出し、旧制の包括校であった山口経済専門学校、宇部工業専門学校、山口師範学校、山口青年師範学校を廃止。
  - 4月1日 - 師範学校・青年師範学校の廃止に伴い、附属小・中学校の名称を師範学校附属から教育学部附属に改称。
  - この年 - 佐波川調査会が発足。
- 1952年（昭和27年）
  - 3月31日 - 最後の在学生を送り出し、山口獣医畜産専門学校を廃止。
  - 11月1日 - 農学部附属農場が完成。
- 1953年（昭和28年）
  - 7月1日 - 農学部附属家畜病院を設置。
  - 8月1日 - 工学部に工業短期大学部（機械科・工業化学科）を併設。
- 1954年（昭和29年）4月1日 - 専攻科が創設され、経済学専攻科を設置。
- 1957年（昭和32年）3月31日 - 教育学部光分校を廃止。
- 1958年（昭和33年）
  - 1月27日 - 文理学部長であった田中晃が事務取扱に就任。
  - 4月1日 - 専攻科に工学専攻科を設置。
  - 6月14日 - 田中晃が2代目学長に就任。
- 1959年（昭和34年）4月1日 - 専攻科に農学専攻科を設置。
- 1960年（昭和35年）3月31日 - 教育学部防府分校を廃止。附属防府中学校を附属山口中学校に統合。
- 1962年（昭和37年）6月14日 - 3代目学長に広島大学名誉教授の市川禎治が就任。
- 1964年（昭和39年）4月1日 - 山口県立医科大学を国立移管し、医学部を設置。専攻科に教育専攻科を設置。
- 1966年（昭和41年）
  - 4月1日 - 文理学部を改組し、教養部を設置。教育学部附属幼稚園を設置。専攻科の工学専攻科を廃止。
  - 4月2日 - 創設された大学院に工学研究科を設置。
  - 10月 - 農学部の吉田キャンパスへの移転が完了。
- 1967年（昭和42年）
  - 3月 - 教養部の吉田キャンパスへの移転が完了。
  - 4月1日 - 医学部附属病院、附属看護学校、附属衛生検査技師学校を設置。大学院に医学研究科を設置。
- 1968年（昭和43年）
  - 10月 - 文理学部の吉田キャンパスへの移転が完了。
  - 11月 - 事務局および学生部の吉田キャンパスへの移転が完了。
- 1969年（昭和44年）
  - 3月31日 - 専攻科の農学専攻科を廃止。
  - 4月1日 - 大学院に農学研究科を設置。事務取扱に田中弘道が就任。
- 1970年（昭和45年）
  - 3月 - 附属図書館の吉田キャンパスへの移転が完了。
  - 4月1日 - 専攻科に理学専攻科を設置。保健管理センターを設置。事務取扱に力武一郎が就任。
- 1971年（昭和46年）
  - 4月1日 - 4代目学長に力武一郎が就任。
  - 9月28日 - RI実験室を設置。
- 1972年（昭和47年）
  - 4月1日 - 専攻科に文学専攻科を設置。医学部附属臨床検査技師学校を設置。
  - 8月 - 教育学部の吉田キャンパスへの移転が完了。
- 1973年（昭和48年）
  - 1月 - 経済学部が「学都山口開闢（かいびゃく）の地」亀山キャンパスから吉田キャンパスに移転し、工学部・医学部を除く全学部の吉田キャンパスへの移転が完了。
  - 3月31日 - 医学部附属衛生検査技師学校を廃止。
  - 4月1日 - 5代目学長に中村正二郎が就任。
- 1975年（昭和50年）
  - 3月31日 - 専攻科の経済学専攻科が廃止。
  - 4月1日 - 大学院に経済学研究科を設置。
- 1977年（昭和52年）
  - 3月30日 - 埋蔵文化財資料館が開館。
  - 12月4日 - 事務取扱に戸田光敬が就任。
- 1978年（昭和53年）
  - 3月1日 - 6代目学長に小西俊造が就任。
  - 6月17日 - 文理学部を分離改組し、人文学部と理学部を設置。
- 1979年（昭和54年）
  - 4月1日 - 教育学部附属養護学校を設置。
  - 10月1日 - 医学部に医療技術短期大学部を併設。
- 1980年（昭和55年）3月25日 - 実験動物センターを設置。
- 1981年（昭和56年）4月1日 - 医学部附属動物実験施設、生命科学実験センターを設置。
- 1982年（昭和57年）
  - 3月31日 - 専攻科の理学専攻科を廃止。
  - 4月1日 - 大学院に理学研究科を設置。医学部附属看護学校を廃止。
- 1983年（昭和58年）
  - 3月8日 - 排水処理センターを設置。
  - 3月31日 - 医学部附属臨床検査技師学校を廃止。
- 1984年（昭和59年）
  - 3月1日 - 事務取扱に岩城秀夫が就任。
  - 5月16日 - 7代目学長に粟屋和彦が就任。
- 1985年（昭和60年）4月1日 - 専攻科の文学専攻科を廃止し、大学院に人文科学研究科を設置。
- 1987年（昭和62年）5月21日 - 教育学部附属教育実践研究指導センターを設置。
- 1989年（平成元年）
  - 4月1日
    - 鳥取大学との連携により、大学院に鳥取大学大学院連合農学研究科を設置。
    - 教育学部に教員養成を目的としない総合文化教育課程[注釈 5]を設置。
- 1990年（平成2年）
  - 4月1日 - 大学院に連合獣医学研究科を設置。
  - 5月16日 - 8代目学長に三分一政男が就任。
- 1991年（平成3年）
  - 3月31日 - 専攻科の教育専攻科を廃止。これにより、大学に存在した全ての専攻科が廃止され、37年間続いた専攻科の歴史に幕を下ろす。
  - 4月1日 - 大学院に教育学研究科を設置。
- 1992年（平成4年）4月10日 - 機器分析センターを設置。
- 1993年（平成5年）
  - 3月31日 - 工業短期大学部を廃止。
  - 5月16日 - 9代目学長に村上悳が就任。
- 1994年（平成6年）6月24日 - 遺伝子実験センターを設置。
- 1995年（平成7年）
  - 1月18日 - 商品資料館を設置。
  - 4月1日 - 総合情報処理センターを設置。
- 1996年（平成8年）
  - 4月1日 - 教養部を廃止し、共通教育センターを設置。
  - 5月16日 - 10代目学長に広中平祐が就任。
- 1997年（平成9年）
  - 4月1日 - 大学院の工学研究科を廃止し、理工学研究科を設置。
  - 4月2日 - 教育学部附属教育実践研究指導センターを廃止し、教育学部附属教育実践総合センターを設置。
- 1998年（平成10年）3月31日 - 大学院の理学研究科を廃止され、理工学研究科に統合。
- 1999年（平成11年）12月1日 - 医学部医学教育センターを設置。
- 2000年（平成12年）4月1日 - 時間学研究所を設置。
- 2001年（平成13年）4月1日 - 大学院に東アジア研究科を設置。アドミッションセンターを設置。
- 2002年（平成14年）
  - 4月1日 - 共通教育センターを廃止し、大学教育センターを設置。総合情報処理センターがメディア基盤センターに改称。
  - 5月16日 - 11代目学長に加藤紘が就任。
- 2003年（平成15年）
  - 3月31日 - 医療技術短期大学部、医学部附属動物実験施設を廃止。
  - 4月1日
    - 学生支援センター、工学部附属ものづくり創生センターを設置。
    - 総合科学実験センターの設置に伴い、総合科学実験センター生体分析実験センター、総合科学実験センターアイソトープ実験センターを設置。

  - 4月15日 - エクステンションセンターを設置。（2008年4月1日に組織改編）
- 2004年（平成16年）
  - 国立大学法人法の規定により、「国立大学法人山口大学」となる。新シンボルマークを制定。また加藤紘が学長を留任。
  - 東京都港区芝浦のキャンパス・イノベーションセンターの6階614号室（リエゾン室7）に東京リエゾン・オフィスが設置される。
  - RI実験室を「総合科学実験センターアイソトープ分析施設」に改称。
  - 実験動物センターを「総合科学実験センター実験動物施設」に改称。
  - 生命科学実験センターを「総合科学実験センター生命科学実験施設」に改称。
  - 機器分析センターを「総合科学実験センター機器分析実験施設」に改称。
  - 遺伝子実験センターを「総合科学実験センター遺伝子実験施設」に改称。
  - 総合科学実験センター生体分析実験センターを「総合科学実験センター生体分析実験施設」に改称。
  - 総合科学実験センターアイソトープ実験センターを「総合科学実験センターアイソトープ実験施設」に改称。
- 2005年（平成17年）
  - 4月1日 - 大学院に技術経営研究科を設置。大学院の医学研究科を「医学系研究科」に改称。
  - 8月1日 - 工学部附属工学教育研究センターを設置。

- 2006年（平成18年）
  - 4月1日 - 大学評価室を設置。

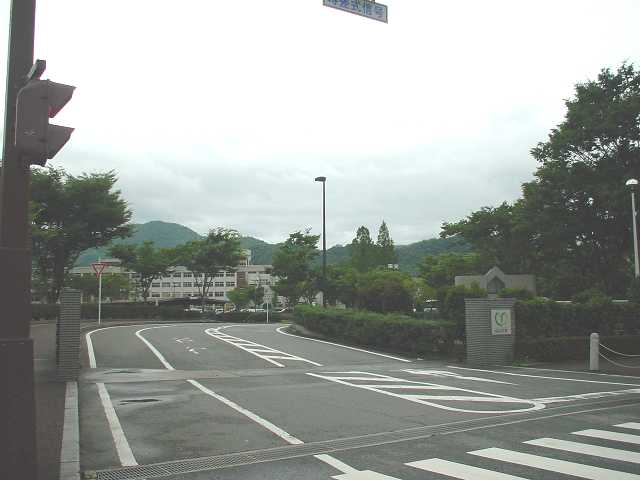
2005年の山口大学正門（吉田キャンパス）

  - 5月16日 - 12代目学長に丸本卓哉が就任。
- 2007年（平成19年）
  - 4月1日
    - 教育学部附属養護学校を教育学部附属特別支援学校に改称。
    - 農学部附属家畜病院を農学部附属動物医療センターに改称。
- 2008年（平成20年）
  - 1月21日 - 大学院理工学研究科附属安全環境研究センターを設置。
  - 2月1日 - 大学院医学系研究科附属修復医学教育研究センターを設置。
  - 3月 - 東亜経済研究所の新棟が完成。（東亜経済研究所は大学創立以前の1933年4月1日に設置。）
  - 4月1日 - 留学生センターを設置。
- 2009年（平成21年）9月1日 - 農学部附属中高温微生物研究センターと大学院教育学研究科附属臨床心理センターを設置。
- 2010年（平成22年）
  - 4月1日
    - 排水処理センターを「総合科学実験センター排水処理施設」に改称。
    - 総合科学実験センターアイソトープ分析施設を「総合科学実験センターシステム生物学・RI分析施設」に改称。
    - 総合科学実験センターアイソトープ実験施設を「総合科学実験センターRI実験施設」に改称。
- 2012年（平成24年）
  - 4月1日
    - 産学公連携センターと知的財産センターを設置。
    - 東京リエゾン・オフィスを「東京事務所」に改称。
    - 農学部附属動物医療センターを「共同獣医学部附属動物医療センター」に改称。
    - 農学部附属中高温微生物研究センターを「農学部及び共同獣医学部附属中高温微生物研究センター」に組織変更。

  - 4月 - 鹿児島大学との全国初の「共同学部」で共同獣医学部を設置[24]。山口大学として8学部目となる。
- 2014年（平成26年）
  - 4月1日 - 13代目学長に岡正朗が就任。
- 2015年（平成27年）4月 - 前身である山口講堂の創立年から数えて200周年を迎える。教育学部と経済学部を改組。国際総合科学部を設置。
- 2016年（平成28年） - 学部再編。教職大学院設置[25]。大学院の理工学研究科、農学研究科、医学系研究科を改組・統合し、創成科学研究科を設置。
- 2018年（平成30年）
  - 3月31日
    - 工学部が、中国地方初の消防団協力事業所として宇部市より認定 [26]。

  - 4月1日
    - 共同獣医学研究科が設置。

  - 4月4日
    - 大学院共同獣医学研究科銘板除幕式を開催。

  - 5月30日
    - 医学部大学院「AIシステム医学・医療研究教育センター」を設置。
- 2025年（令和7年）4月 - 初の学環となるひと・まち未来共創学環を設置。

## 組織と大学関係者

### 学部
| - 人文学部 - 人文学科 - 哲学コース - 歴史学コース - 社会学コース - 日本・中国言語文学コース - 欧米言語文学コース - 教育学部 - 学校教育教員養成課程 - 教科教育コース - 国語教育選修 - 社会科教育選修 - 数学教育選修 - 理科教育選修 - 音楽教育選修 - 美術教育選修 - 保健体育選修 - 技術教育選修 - 家政教育選修 - 英語教育選修 - 小学校教育コース - 小学校総合選修 - 教育学選修 - 心理学選修 - 国際理解教育選修 - 幼児教育コース - 特別支援教育コース - 情報教育コース - 経済学部 - 経済学科 - 経営学科 - 観光政策学科 | - 理学部 - 数理科学科 - 物理・情報科学科 - 物理学コース - 情報科学コース - 注：コースに分かれるのは2年次後期 - 生物・化学科 - 生物学コース - 化学コース - 注：コースに分かれるのは2年次 - 地球圏システム科学科 - 地域環境科学コース - 環境物質科学コース - 注：コースに分かれるのは3年次 - 医学部 - 医学科（6年制） - 保健学科 - 看護学専攻 - 検査技術科学専攻 - 工学部 - 機械工学科 - 航空宇宙コース - 生体・ロボットコース - 社会建設工学科 - 応用化学科 - 電気電子工学科 - 知能情報工学科 - 感性デザイン工学科 - 循環環境工学科 - 農学部 - 生物資源環境科学科 - 分子植物病理学、生物環境情報工学、昆虫学・応用昆虫学、園芸学（果樹・施設・野菜）作物学、栽培学、環境生態学、気象学、農業市場・流通学、応用動物生態学、農地環境工学、植物病原菌学、環境土壌学、土壌化学、の各研究分野がある - 生物機能科学科 - 有機化学、分子微生物学、細胞生化学、生体反応化学、植物生化学、植物環境生理学、適応生理学、情報生化学、土壌微生物学、応用微生物学、食品機能化学、生体分子科学、応用微生物学、応用微生物化学、環境微生物科学、応用情報生物学、植物代謝生化学、の各研究分野がある - 共同獣医学部（6年制） - 獣医学科 - 国際総合科学部。 - 国際総合科学科 |

### 学環
- ひと・まち未来共創学環
  - ひと・まち共創心理系プログラム
  - ひと・まち共創社会系プログラム

### 研究科
- 人文科学研究科（修士課程）
  - 人文科学専攻
    - 思想研究コース
    - 歴史研究コース
    - 現代社会研究コース
    - 日本・中国言語文学研究コース
    - 英米言語文学研究コース
- 教育学研究科（修士課程）
  - 学校教育専攻
    - 学校教育専修
    - 学校臨床心理学専修

  - 教科教育専攻
    - 国語教育専修
    - 社会科教育専修
    - 数学教育専修
    - 理科教育専修
    - 音楽教育専修
    - 美術教育専修
    - 保健体育専修
    - 技術教育専修
    - 家政教育専修
    - 英語教育専修

  - 教職実践高度化専攻（専門職学位課程、2016年度に設置）
- 経済学研究科（修士課程）
  - 経済学専攻
    - 公共管理コース（国際協力機構の「留学生支援無償事業」の留学生向け）

  - 企業経営専攻
    - 企業経営コース
    - 医療・福祉経営コース
- 医学系研究科[注釈 27]
  - 医学専攻（4年制博士課程）
    - 教育研究分野[広報 8]：器官解剖学、機能神経解剖学、生体機能分子制御学、システム神経科学、プロテオーム・蛋白機能制御学、医化学、分子薬理学、病理形態学、分子病理学、ゲノム・機能分子解析学分野、環境保健医学、環境統御健康医学、法医・生体侵襲解析医学、免疫学、医学教育学、消化器病態内科学、器官病態内科学、呼吸器・感染症内科学、病態制御内科学、神経内科学、高次脳機能病態学、小児科学、器官病態外科学、消化器・腫瘍外科学、整形外科学、皮膚科学、泌尿器科学、眼科学、耳鼻咽喉科学、放射線医学、放射線治療学、産科婦人科学、麻酔・蘇生・疼痛管理学、脳神経外科学、歯科口腔外科学、臨床検査・腫瘍学、救急・生体侵襲制御医学、医療情報判断学、臨床薬理学
    - 保健学専攻[広報 9]（博士前期課程・博士後期課程）
看護学領域、生体情報検査学領域
- 創成科学研究科
理工学研究科、農学研究科及び医学系研究科の学際専攻を統合して設置
  - 博士前期課程
    - 基盤科学系専攻
      - 数理科学コース
      - 物理学コース
      - 情報科学コース

    - 地球圏生命物質科学系専攻
      - 生物学コース
      - 化学コース
      - 地球科学コース

    - 機械工学系専攻
      - 応用医工学コース
      - 航空宇宙エネルギーコース
      - メカノシステムデザインコース

    - 建設環境系専攻
      - 社会建設工学コース
      - 国際建設技術コース
      - 環境システム工学コース
      - 建築学コース

    - 化学系専攻
      - 物質化学コース
      - 生命化学コース
      - 環境化学・化学工学コース

    - 電気電子情報系専攻
      - 電子デバイス工学コース
      - 電子システム工学コース
      - 知能情報メディア工学コース
      - 情報システム工学コース

    - 農学系専攻
      - 農学コース
      - 生命科学コース

  - 博士後期課程
    - 自然科学系専攻
    - システム・デザイン工学系専攻
    - 環境共生系専攻
    - 物質工学系専攻
    - ライフサイエンス系専攻
      - 応用医工学コース
      - 応用分子生命科学コース
      - 農学生命科学コース
- 農学研究科（修士課程）
  - 生物資源科学専攻
    - 教育研究分野[広報 10]：生物資源環境科学分野[注釈 28]、生物機能科学分野[注釈 29]
- 東アジア研究科（博士課程）
  - 東アジア専攻
    - 東アジア比較文化コース
    - 東アジア経済・経営法律コース
    - 東アジア教育開発コース

  - 講座：比較文化（博士講座）、社会動態（博士講座）、社会システム分析（協力講座）、東アジア経済（連携講座）
- 技術経営研究科（専門職大学院）
  - 技術経営専攻
    - 講座：財務・経営戦略、産業イノベーション、知的財産マネジメント
- 連合獣医学研究科（4年制の博士課程、山口大学共同獣医学部獣医学科と鳥取大学農学部獣医学科、鹿児島大学共同獣医学部獣医学科、附属動物病院等を母体として構成）
  - 獣医学専攻
    - 講座 ： 基礎獣医学、病態・予防獣医学、臨床獣医学（いずれも博士講座）
- 連合農学研究科 （博士課程、山口大学と鳥取大学、島根大学の各大学院農学系研究科（修士課程）の教員組織、研究設備及び施設を連合して設立）
  - 生物生産科学専攻
    - 講座： 農業生産学連合、森林資源学連合講座
    - 経済・経営学連合講座

  - 生物環境科学専攻
    - 生産環境工学連合講座
    - 環境科学連合講座

  - 生物資源科学専攻
    - 生物機能科学連合講座
    - 資源利用化学連合講座

  - 国際乾燥地科学専攻
    - 国際乾燥地科学連合講座

### 附属機関
- 全学教育研究施設
  - 大学教育機構
    - 大学教育センター
    - アドミッションセンター
    - 学生支援センター
    - 保健管理センター
    - 留学生センター

  - 大学研究推進機構
    - 産学公連携センター
    - 知的財産センター
    - 総合科学実験センター[注釈 30]
    - 研究推進戦略部
    - 先進科学・イノベーション研究センター

  - 大学情報機構
    - 図書館
      - 総合図書館
      - 医学部図書館
      - 工学部図書館

    - メディア基盤センター
      - 常盤センター
      - 吉田センター
      - 小串センター

    - 埋蔵文化財資料館

  - 時間学研究所
- 大学評価室
- 地域未来創生センター
- 附属学校
  - 山口大学教育学部附属山口小学校
  - 山口大学教育学部附属光小学校
  - 山口大学教育学部附属山口中学校
  - 山口大学教育学部附属光中学校
  - 山口大学教育学部附属特別支援学校
  - 山口大学教育学部附属幼稚園
- 学部附属教育研究施設
  - 教育学部附属教育実践総合センター
  - 山口大学医学部附属病院
  - 工学部附属ものづくり創成センター
  - 農学部附属農場
  - 共同獣医学部附属動物医療センター - 2016年より、夜間診療（21:00～24:00）を開始した。深夜（24:00～7:00）も電話相談のみで対応している[27]。西日本における紹介専門の中核病院(二次診療施設)として機能しており、人口わずか20万人に過ぎない山口市にあるにもかかわらず、年間約10,000件の診療実績がある。 またその多くは県外からの来院であり、本動物医療センターの診療圏は中国、四国、九州地方と広域にわたっている[28]。
- その他の附属施設[注釈 31]
  - 東亜経済研究所[注釈 32]
  - 農学部および共同獣医学部附属中高温微生物研究センター
  - 教育学研究科附属臨床心理センター
  - 医学系研究科附属修復医学教育研究センター[広報 13]
- 山口大学TLO（有限会社）[29]

## キャンパス
各学部の成り立ちの違い（上部の沿革参照）などから、現在は山口市内（吉田キャンパス）と宇部市内の2ヶ所（小串キャンパス・常盤キャンパス）の計3ヶ所に分散してキャンパスが置かれている。吉田キャンパスと小串・常盤キャンパス間は35km前後（公共交通機関で2時間ほど、自動車で約40分）の距離にあるのに対し、小串キャンパスと常盤キャンパスの間は自動車・自転車で10分程度の距離であり、図書館の利用やサークルの活動などにおいて日常的に相互に学生の行き来がある。「大学基本情報 2015」（大学改革支援・学位授与機構）によると本学の各キャンパス総面積は全国の国立大学で第17位の49haとなっている。

### 吉田キャンパス
- 使用学部：人文学部、教育学部、経済学部、理学部、農学部、共同獣医学部、国際総合科学部、医学部、工学部（医学部と工学部は一年次のみ）
- 使用研究科：大学院人文科学研究科、教育学研究科、経済学研究科、農学研究科、東アジア研究科、連合獣医学研究科、連合農学研究科
- 交通アクセス：JR山口線 湯田温泉駅、中国JRバス・防長バス「山口大学前」バス停
- 敷地面積：712,896m2[広報 14]

北緯34度8分51.5秒 東経131度28分5.2秒
山口大学事務局本部が置かれており、山口大学の中心として位置づけられているキャンパスである。上記7学部の2年生以上の学部生が学部の専門教育を学び、1年生の学生全員が共通教育を学ぶ場所であるとともに、理工系および医学系以外の大学院生が研究を行う場所となっている。中国JRバスがキャンパス内に乗り入れ専用のバス停に停車し、防長バスがキャンパスから徒歩約3分のところにある、「山口大学前」バス停に停車する。山口盆地の東部、湯田温泉の近隣に位置しており、キャンパス周辺には自然が多く残り、小さな水田が数多く点在しているといった、のどかな風景が垣間見える。キャンパス内には講義を受講する人数に応じた、収容人数の違う教室が共通教育棟に30以上あるなど教育環境は非常に充実している。また学生食堂として、第1学生食堂「ボーノ」（座席数472席うち屋外104席）と第2学生食堂「きらら」（座席数528席）があり、昼食時には満席状態が続いている。さらに売店がキャンパス内および学部内に点在している。体育施設・課外活動施設も充実しており、グラウンド4面、体育館2棟、プール、テニスコート、弓道場、武道館などがある。キャンパス外には山大通り（県道陶湯田線）および県道山口小郡秋穂線に飲食店・スーパー・書店・家電量販店・コンビニ等が立ち並び、学生向けアパートが数多く立地して、学園都市を形成している。2006年（平成18年）度からは、キャンパス内の改修工事を行うことが決定し、共通教育棟が耐震補強を含めて全面改築されたほか、駐車場の駐車台数が多くなり、各学部の建物の一部改修が行われた（現在も改修工事は行われている）。さらに2009年（平成21年）度にはキャンパス正門が全面的に改修されて、新しいキャンパス正門には案内所が設置された。正門前には警備員が1名常駐して交通誘導を行っている。

#### 施設（吉田キャンパス）
- 商品資料館（経済学部）
- 東亜経済研究所（経済学部）
- パソコンSOSセンター
- 総合研究棟
- システム・生物学RI分析施設
- 機器分析実験施設
- 排水処理施設
- 山口大学農学部附属農場
- 山口大学農学部附属動物医療センター
- 大学会館（放送大学山口学習センター）
- 山口国際交流会館（1号館・2号館）
- O-HARA山口大学就職支援施設（学校法人大原学園との提携により設置[広報 15]）
- 長州五傑記念碑
- 第1学生食堂「ボーノ」 - 464m2、472席（内屋外104席）
- 第2学生食堂「きらら」 - 928m2、528席
- 吉田寮（男子寮） - 部屋数306室、収容人数306名
- 椹野寮（女子寮） - 部屋数78室、収容人数156名
- 第1体育館 - 1,821m2（内フロア1,650m2）
- 第2体育館 - 1,384m2（1階アリーナ461m2, 2階アリーナ574m2）
- 第1武道場 - 532m2（畳敷182m2, フロア182m2, トレーニング80m2）
- 第2武道場 - 607m2（フロア594m2）
- 陸上競技場 - 24,332m2
- 野球場 - 13,853m2
- サッカー場 - 11,100m2
- テニスコート - 12,600m2（16面分、オムニコート8面、クレーコート8面）
- ラグビー場 - 11,000m2
- ハンドボールコート - 3,024m2（2面分）
- 水泳プール - 950m2（50m×9コース日本水泳連盟公認）
- 課外活動専用棟 - 1,393m2（8棟分）
- 音楽サークル棟 - 442m2（2棟分）
- 合宿研修所 - 176m2（定員100名）
- 体育管理棟 - 381m2（4棟分）
- 弓道場 - 142m2
- 厩舎 - 128m2
- 自動車部車庫 - 97m2
- 馬場 - 3,992m2
- アーチェリー場 - 1,554m2

### 小串キャンパス

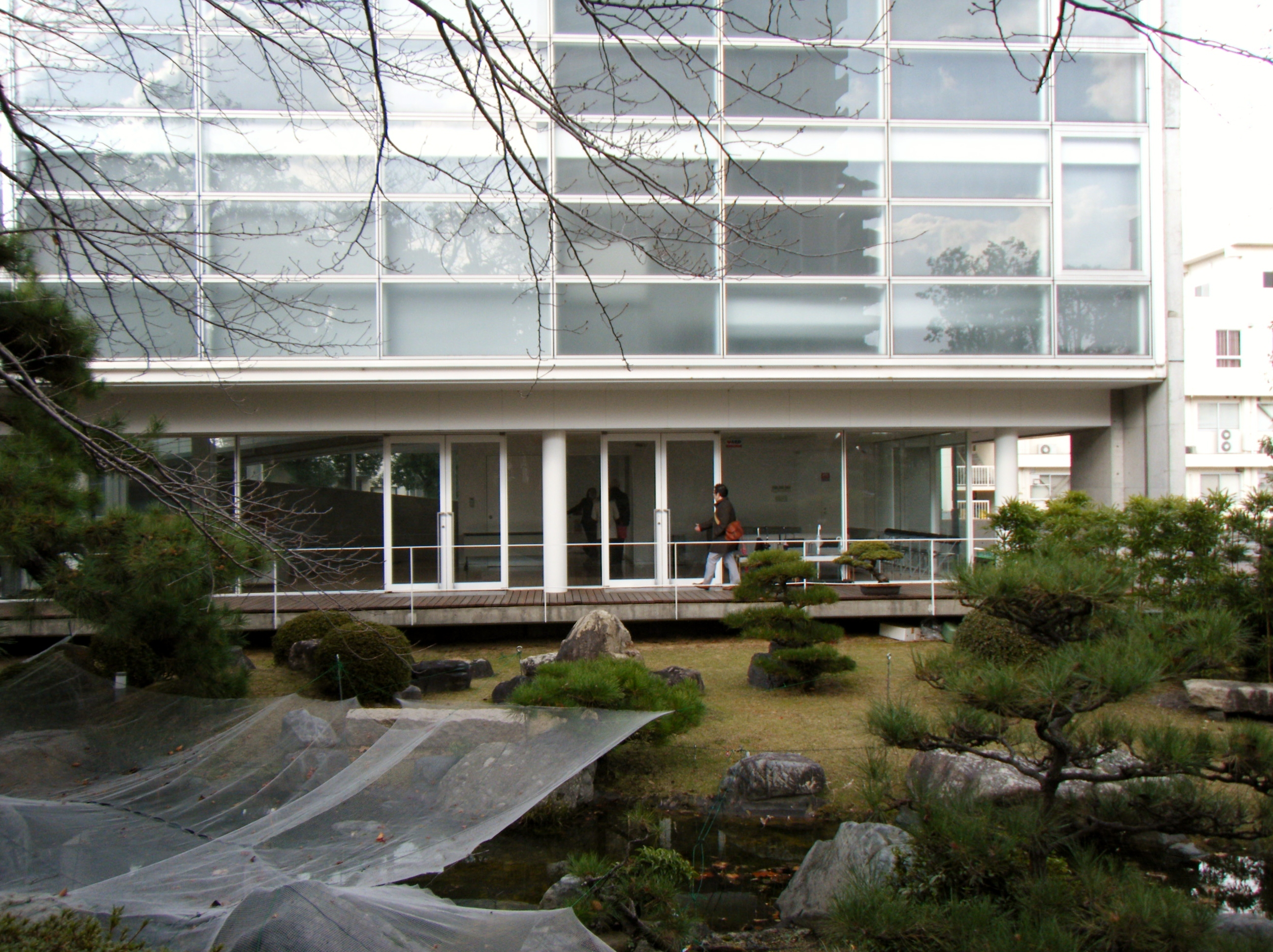
霜仁会館と日本庭園

- 使用学部：医学部（2年次以降）
- 使用研究科：大学院医学系研究科
- 交通アクセス：JR宇部線 宇部新川駅、サンデン交通・宇部市交通局・船木鉄道「宇部中央」「大学病院前」バス停

北緯33度57分29.2秒 東経131度14分54.9秒
宇部市の中心街・南小串地区全体に研究・教育・医療施設が集中している。
キャンパス内には多数の緑地が残っており、中には研究者の残した日本庭園（木田池）や植樹が保存され、森林を形成している。

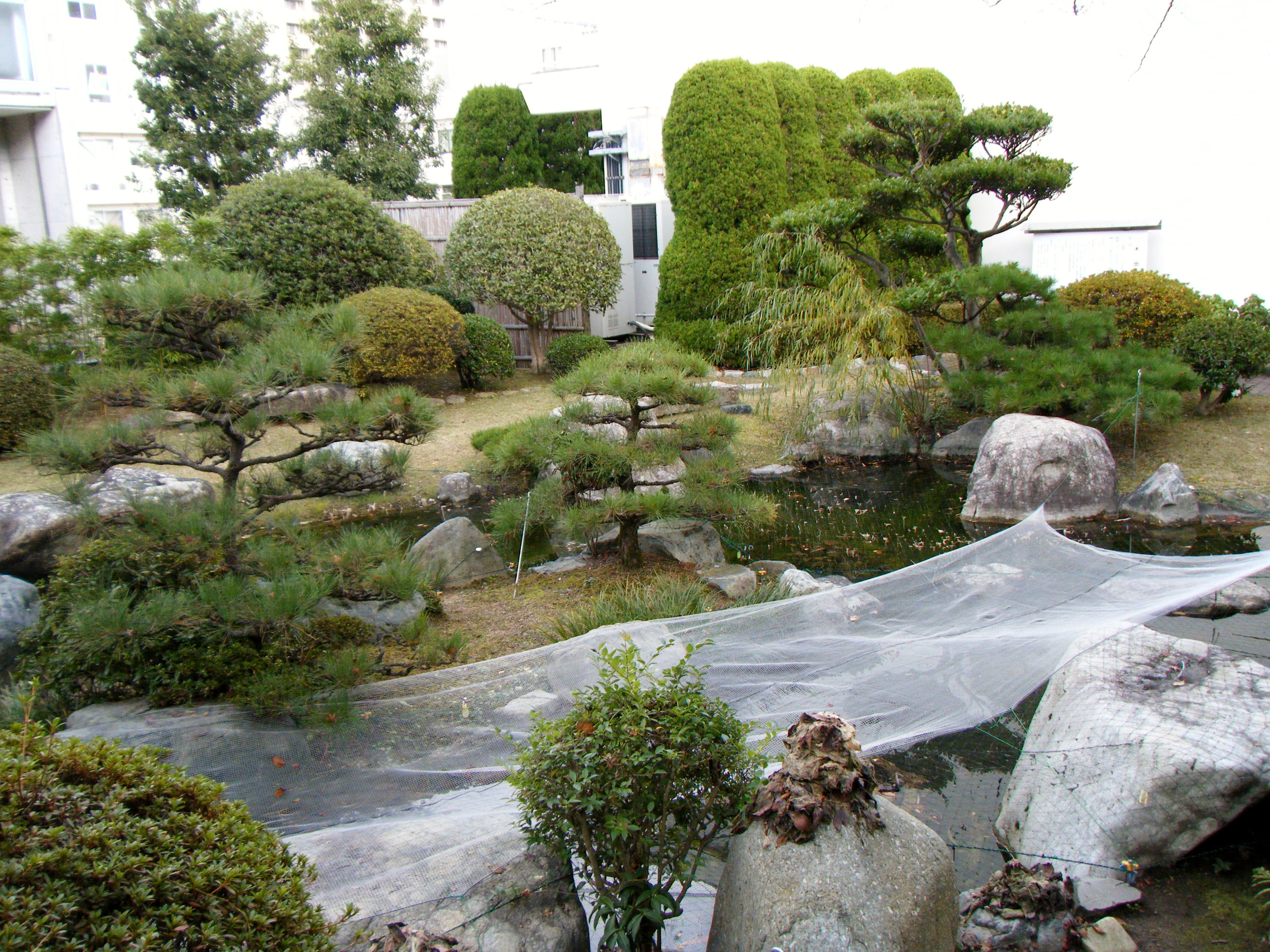
山口大学医学部内の日本庭園

日本庭園のわきには建築家岸和郎によりデザインされた霜仁会館があり、小規模なイベントの開催もできる。

#### 施設（小串キャンパス）
- 山口大学医学部附属病院
- 霜仁会館
- 医心館
- 医心館食堂 - 271m2、196席（医心館内にある）
- 医修館、医明館（講義室、一部研究施設）
- 総合研究棟
- メディア基盤センター小串センター
- 体育館 - 1,062m2（フロア809m2）
- テニスコート - 3,255m2（5面分、オムニコート5面）
- 運動場 - 11,771m2
- 学生部室 - 324m2
- 学友会館 - 361m2

### 常盤キャンパス

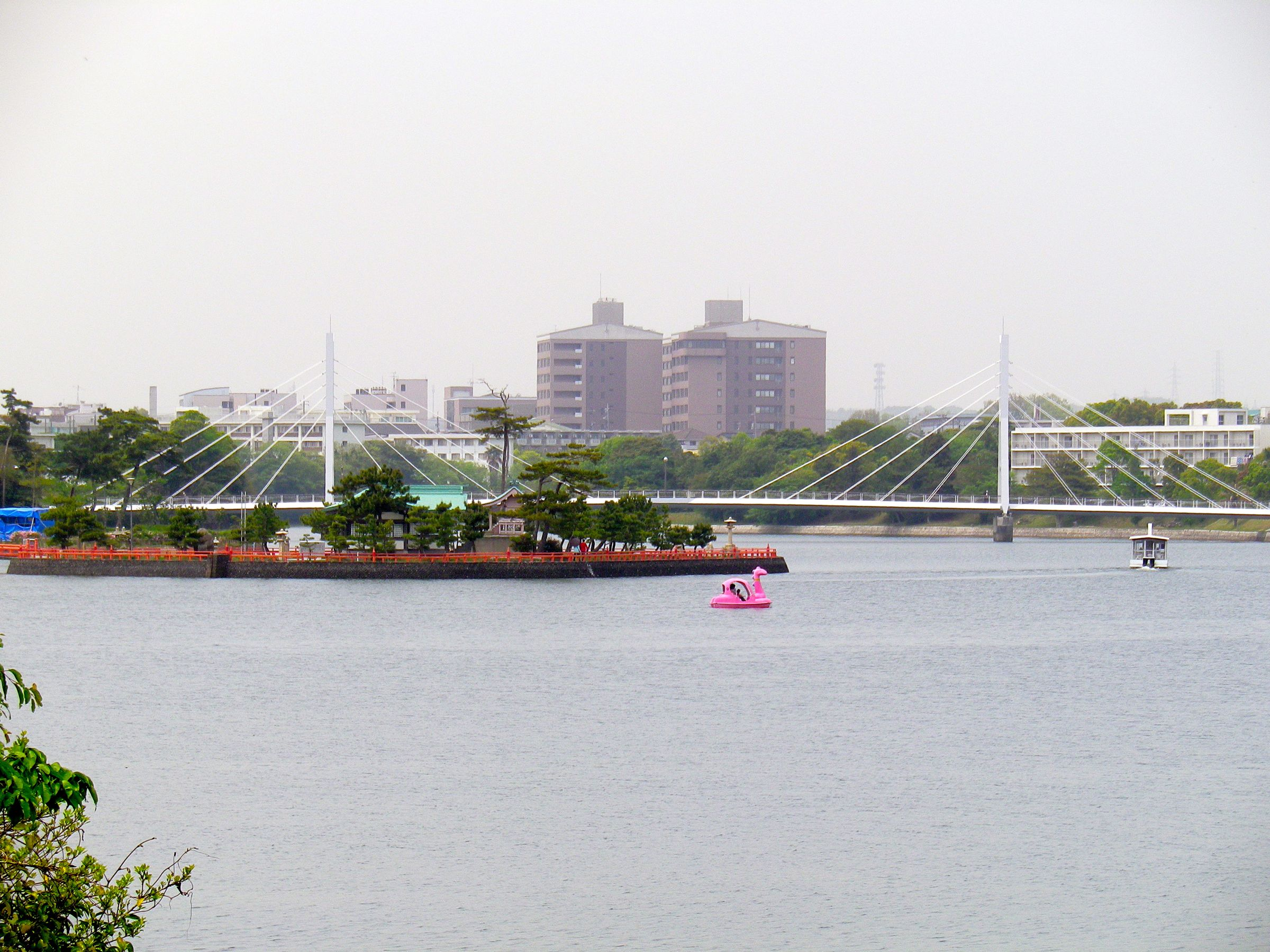
ときわ公園から見た常盤キャンパス

- 使用学部：工学部（2年次以降）
- 使用研究科：大学院理工学研究科、技術経営研究科
- 交通アクセス：JR宇部線 東新川駅・琴芝駅、宇部市営バス「工学部前」バス停

北緯33度57分24.9秒 東経131度16分14.8秒
宇部市中心市街地北部の宇部市常盤台に位置する。工学部が中心のキャンパスであり学生数・教職員数も多い。鉄道駅から離れている（琴芝駅・東新川駅から2.5km程度）ため、公共交通でのアクセス手段はキャンパス正面に発着する宇部市営バスが主である。夜間には正門学札が白色に点灯するが、これは学内研究の一つである高輝度白色LEDを利用したものである。常盤台と呼ばれる丘陵地に立地しており、山口宇部空港や市民の憩いの場であるときわ公園に近く、宇部工業高等専門学校に隣接している。
なお、かつて宇部新都市に移転する構想があったが、費用面などの問題から実現していない。

#### 施設（常盤キャンパス）
- メディア基盤センター常盤センター
- 学術資料展示館
- 総合研究棟
- 福利厚生棟
- 先端研究棟
- 共同研究開発棟
- ビジネス・インキュベーション棟
- 学生食堂 - 767m2、320席（福利厚生棟内にある）
- 常盤寮（男子寮） - 部屋数144室、収容人数144名
- 常盤女子寮（女子寮） - 部屋数64室、収容人数64名
- 体育館 - 1,456m2（フロア1,222m2）
- テニスコート - 2,219m2（3面分、オムニコート2面, クレーコート1面）
- 運動場 - 13,857m2
- サークル棟 - 422m2（2棟分）

## サークル活動
山口大学には、学生の自主的な課外活動を行う団体として「体育会」、「文化会」、「大学祭実行委員会」の3つが存在している。また小串キャンパス内にも「医学部学生自治会」、常盤キャンパス内にも「工学部学友会」が組織されている。
体育会公認サークル
- アーチェリー部
- 合気道部
- アイスホッケー部
- アメリカンフットボール部
- 應援団
- 空手道部
- 器械体操部
- 弓道部

- 剣道部
- 硬式庭球部
- 硬式野球部
- ゴルフ部
- サイクリング部
- サッカー部
- 山岳部
- 自動車部

- 柔道部
- 準硬式野球部
- 少林寺拳法部
- 女子バスケットボール部
- 女子バレーボール部
- 水泳部
- スキー部
- ソフトテニス部

- 卓球部
- 男子バスケットボール部
- 男子バレーボール部
- 男子ラクロス部
- 軟式野球部
- 馬術部
- バドミントン部
- ハンドボール部

- ボート部
- ヨット部
- ラグビー部
- 陸上競技部
- ワンダーフォーゲル部

文化会公認サークル
- E.S.S. (English Speaking Society)
- 映画倶楽部
- 演劇部
- 管弦楽団
- 考古学部
- 混声合唱団
- 茶道部
- 写真部

- 将棋部
- 吹奏楽部[31]
- 洞穴研究会
- 美術部
- 文芸部
- 邦楽部
- マンドリンクラブ
- ユースホステルクラブ

医学部自治会公認サークル
- E.S.S. (English Speaking Society)
- エイズカフェ[32]
- 空手道部
- 弓道部
- 軽音楽部
- 剣道部
- 硬式庭球部
- 国際医療研究会

- サッカー部
- 山岳部
- 柔道部
- 準硬式野球部
- 少林寺拳法部
- 女子バレーボール部
- 水泳部
- スキー部

- ソフトテニス部
- 卓球部
- 男子バレーボール部
- バスケットボール部
- バドミントン部
- ハンドボール部
- 美術部
- ラグビー部

- 陸上競技部

工学部学友会所属サークル
- アマチェア無線部
- アメリカンフットボール部
- マンドリンクラブ
- N.B.C SCRATCH
- 空手道部
- 器械体操部
- 剣道部
- 軽音楽部

- 硬式庭球部
- サッカー部
- 自動車部
- 写真部
- 柔道部
- 少林寺拳法部
- ソフトボール部
- ソフトテニス部

- 卓球部
- バスケットボール部
- バドミントン部
- バレーボール部
- ラグビー部
- 陸上競技部
- ワンダーフォーゲル部

吉田キャンパスで毎年11月に開かれる「姫山祭」の企画・運営、および毎年4月に新入生を対象として開かれる「新入生歓迎フェスティバル」の企画・運営を行っている。

## 主要附属施設

### 図書館
1949年（昭和24年）5月1日に山口大学附属図書館として開館し、2004年（平成16年）4月1日に山口大学の国立大学法人化によって名称を「図書館」に改めた。吉田キャンパスにある「総合図書館」、小串キャンパスにある「医学部図書館」、常盤キャンパスにある「工学部図書館」の3館で構成されていて、山口大学生の学習・教育・研究を支援する施設として活用されている。
地域に開かれた大学図書館として、蔵書目録のWebによる検索システムの導入、一般市民への貸し出し、また総合図書館は山口県立山口図書館および山口県立大学附属図書館と、医学部・工学部図書館は宇部市立図書館との連携・相互協力を行っている。

#### 山口大学総合図書館
- 図書蔵書数：和書947,947冊、洋書337,905冊、点字213：合計1,286,065冊（2015年3月31日現在）[33]
- 雑誌蔵書数：和雑誌17,287冊、洋雑誌6,428冊、点字0冊：合計23,715冊（2015年3月31日現在）
- 開館時間：平日授業期 8:30～21:45　平日休業期 8:30～17:30　土・日・祝授業期 11:15～18:45　土・日・祝休業期 閉館（ただし、山口大学教職員および大学院生は24時間利用可能）
- 休館日：年末年始（12月29日～1月3日）、休業期の土日・祝日
- 貸出冊数：学部学生5冊以内、大学院生10冊以内（いずれも図書・雑誌を合わせた冊数）
- 貸出期間：学部学生 - 図書14日以内、雑誌5日以内、大学院生 - 図書30日以内、雑誌5日以内
- 利用人数：342,416人（平成22年度）
- 館外貸出数：56,503冊（平成22年度）

山口大学の吉田キャンパス内にある図書館であり、山口大学の中心の図書館になっている。図書館内にはノートパソコンが使えるように有線LAN接続が可能な閲覧席が約900席、誰でも自由に使用できるパソコンが40台にプリンターが設置されている情報ラウンジがあり、ゼミなどのグループ学習で最適な10名程度が一緒に利用できるグループ学習室も何室か設置されている（利用する際には事前に予約をする必要がある）。また話しながら学習ができるブラウジングルームという部屋も設置されており、学生が使いやすいように整備されている。また図書館としては珍しく、普段は閉架状態となっている書庫内の図書も閲覧することができる。

#### 山口大学医学部図書館
- 図書蔵書数：和書88,712冊、洋書72,204冊、点字0冊：合計160,916冊（2015年3月31日現在）[33]
- 雑誌蔵書数：和雑誌2,142冊、洋雑誌2,212冊、点字0冊：合計4,354冊（2015年3月31日現在）[33]
- 開館時間：平日授業期 8:30～21:45　平日休業期 8:30～17:30　土・日・祝授業期 9:15～16:45　土・日・祝休業期 閉館（ただし、山口大学教職員、大学院生および医学部学生は24時間利用可能）
- 休館日：年末年始（12月29日～1月3日）、休業期の土日・祝日
- 貸出冊数：学部学生5冊以内、大学院生10冊以内（いずれも図書・雑誌を合わせた冊数）
- 貸出期間：学部学生、大学院生、図書・雑誌ともに7日以内
- 利用人数：123,814人（平成22年度）
- 館外貸出数：14,606冊（平成22年度）

山口大学の小串キャンパス内にある図書館。

#### 山口大学工学部図書館
- 図書蔵書数：和書97,113冊、洋書56,200冊、点字0冊：合計153,313冊（2015年3月31日現在）[33]
- 雑誌蔵書数：和雑誌1,411冊、洋雑誌1,635冊、点字0冊：合計3,046冊（2015年3月31日現在）[33]
- 開館時間：平日授業期 8:30～21:45　平日休業期 8:30～17:30　土・日・祝授業期 11:15～18:45　土・日・祝休業期 閉館（ただし、山口大学教職員および大学院生は24時間利用可能）
- 休館日：年末年始（12月29日～1月3日）、休業期の土日・祝日
- 貸出冊数：学部学生8冊以内、大学院生12冊以内（いずれも図書・雑誌を合わせた冊数）
- 貸出期間：学部学生 - 図書14日以内、雑誌3日以内、大学院生 - 図書14日以内、雑誌7日以内
- 利用人数：138,149人（平成22年度）
- 館外貸出数：23,377冊（平成22年度）

山口大学の常盤キャンパス内にある図書館。
図書館全体の蔵書数は約163万冊を数え、県内では最大規模を誇る図書館になっている。

## メディア基盤センター
山口大学のすべてのキャンパスに設置されており、ウェブサーバ、メールサーバなどの各種のサーバや教育用のコンピュータおよび利用アカウントを管理しており、学生は演習室などに設置されているコンピュータを開放時間中に関しては自由に使用することができる。またオンデマンドプリンターを使用して、設置されているノートパソコンからネットワークを経由して印刷をすることができる。その際には学生は生協ショップで販売されてあるプリンター専用カード（50度数および150度数）を使用しなくてはならない。以下は2011年（平成23年）4月1日現在において山口大学の各キャンパスに設置されているパソコンの台数である。
吉田キャンパス（合計316台）
- メディア基盤センター棟1階メディア演習室1 - 51台
- メディア基盤センター棟2階メディア演習室2 - 51台
- 山口大学総合図書館情報ラウンジ - 40台
- 共通教育棟1階情報ラウンジ - 14台
- 共通教育棟2階21番教室 - 88台
- 理学部2号館2階演習室1 - 41台
- 理学部2号館2階演習室2 - 31台

小串キャンパス（合計22台）
- 基礎研究棟1階演習室 - 12台
- 山口大学医学部図書館情報ラウンジ - 10台

常盤キャンパス（合計182台）
- 山口大学工学部図書館1階情報ラウンジ - 30台
- 工学部図書館2階インフォメーションルーム - 30台
- D講義棟4階情報処理演習室 - 122台

## キャンパス外施設
- 山口大学教育学部附属幼稚園
- 山口大学教育学部附属特別支援学校
- 山口大学教育学部附属山口小学校
- 山口大学教育学部附属山口中学校
- 山口大学教育学部附属光義務教育学校（附属光学園）
- 山口大学教育学部附属教育実践総合センター
- 小野地区ボート部合宿所 - 321m2（定員40名）
- 秋穂地区ヨット部合宿所 - 194m2（定員30名）[広報 17]

## 対外関係

### 大学間協定
- インドネシア
  - ブラウィジャヤ大学（英語版）：2008年（平成20年）4月15日締結
  - ガジャマダ大学：2008年（平成20年）10月14日締結
  - ボゴール農科大学：2010年（平成22年）3月10日締結
  - ウダヤナ大学：2010年（平成22年）3月25日締結
- 韓国
  - 仁荷大学校：1998年（平成10年）6月25日締結
  - 公州大学校：1999年（平成11年）3月15日締結
  - 韓国外国語大学校：2003年（平成15年）12月2日締結
  - 慶尚大学校：2004年（平成16年）11月26日締結
  - ソウル市立大学校：2009年（平成21年）12月21日締結
  - 昌原大学校：2010年（平成22年）2月10日締結
  - ソウル大学校：2010年（平成22年）2月11日締結
  - 亜洲大学校：2010年（平成22年）3月8日締結
  - 梨花女子大学校：2010年（平成22年）3月8日締結
  - 群山大学校：2010年（平成22年）4月26日締結
  - 釜山外国語大学校：2014年（平成26年）12月4日締結
  - 韓国忠北大学校：2016年（平成28年）12月23日締結
- タイ
  - カセサート大学：1998年（平成10年）7月3日締結
  - ソンクラ王子大学（英語版）：2001年（平成13年）10月29日締結
  - コンケン大学：2001年（平成13年）10月30日締結
  - チェンマイ大学：2001年（平成13年）10月31日締結
  - シーナカリンウィロート大学：2001年（平成13年）11月1日締結
  - 農学研究機構（ARDA）（英語版）：2008年（平成20年）8月27日締結
  - チュラロンコン大学：2010年（平成22年）9月14日締結
- 中国
  - 山東大学：1983年（昭和58年）6月2日締結
  - 北京師範大学：2004年（平成16年）2月9日締結
  - 武漢理工大学：2004年（平成16年）5月20日締結
  - 貴州大学（英語版）：2005年（平成17年）3月25日締結
  - 重慶理工大学（中国語版）：2010年（平成22年）11月19日締結
  - 首都師範大学：2011年（平成23年）10月17日締結
- 台湾
  - 国立中興大学：2006年（平成18年）3月9日締結
  - 東海大学：2009年（平成21年）9月30日締結
  - 逢甲大学：2009年（平成21年）9月30日締結
  - 大葉大学：2009年（平成21年）9月30日締結
  - 静宜大学：2009年（平成21年）9月30日締結
  - 国立陽明大学：2009年（平成21年）11月20日締結
- ベトナム
  - 教育訓練省（MOET）（英語版）：2009年（平成21年）3月30日締結
  - ダナン大学：2009年（平成21年）9月17日締結
  - カントー大学：2011年（平成23年）11月16日締結
  - ハノイ農業大学（英語版）：2012年（平成24年）3月29日締結
- マレーシア
  - サラワク大学（英語版）：2012年（平成24年）3月29日締結
- ラオス
  - ラオス国立大学：2012年（平成24年）4月12日締結
- イギリス
  - シェフィールド大学：1997年（平成9年）11月28日締結
  - ロンドン大学ユニバーシティ・カレッジ：2007年（平成19年）11月19日締結
- ドイツ
  - エアランゲン・ニュルンベルク大学：2003年（平成15年）3月17日締結
- エジプト
  - カイロ大学：2012年（平成24年）2月12日締結
- アメリカ合衆国
  - オクラホマ大学：1996年（平成8年）2月19日締結
- カナダ
  - リジャイナ大学（英語版）：1996年（平成8年）2月7日締結
- ニュージーランド
  - ニューカッスル大学：2003年（平成15年）8月8日締結

### 部局間協定
教育学部
- 釜山大学校師範学部（ 韓国）：2010年（平成22年）6月21日締結
- 復旦大学情報科学工程学院（ 中国）：2005年（平成17年）9月23日締結
- イヴァン・フランコ記念リヴィウ国立大学言語学部（ ウクライナ）：2004年（平成16年）11月16日締結
- セントラル・ランカシャー大学（ イギリス）：2008年（平成20年）3月11日締結
- キャンベラ大学（ オーストラリア）：1994年（平成6年）3月15日締結

経済学部
- 遼寧大学経済学院（ 中国）：1996年（平成8年）10月17日締結
- 復旦大学日本研究センター（ 中国）：2000年（平成12年）8月31日締結
- 中国人民大学経済学院（ 中国）：2001年（平成13年）6月3日締結
- 正修科技大学管理学部人文社会学部（ 台湾）：2010年（平成22年）1月14日締結
- 国立高雄餐旅大学（ 台湾）：2012年（平成24年）3月9日締結
- ダッカ大学公共管理学部（ バングラデシュ）：2008年（平成20年）9月22日締結
- ヨーク大学経済学部および関連領域学部（ イギリス）：1993年（平成5年）1月20日締結
- 中央フロリダ大学（ アメリカ合衆国）：2009年（平成21年）1月9日締結

理学部
- 韓国天文研究院電波天文研究部（ 韓国）：2010年（平成22年）3月15日締結
- バングラデシュ核エネルギー食物・放射線生物学研究所（ バングラデシュ）：2000年（平成12年）5月4日締結
- ハノイ理工科大学応用数学・情報科学部（ ベトナム）：2010年（平成22年）11月20日締結
- パウリスタ総合大学（ ブラジル）：2001年（平成13年）10月31日締結
- 国立台湾師範大学（ 台湾）：2016年（平成28年）12月30日締結

医学部
- マヒドン大学医学部（ タイ）：2001年（平成13年）3月26日締結
- マヒドン大学看護学部（ タイ）：2001年（平成13年）3月26日締結
- 大連医科大学（ 中国）：2006年（平成18年）12月14日締結
- 吉林大学中日聯誼病院（ 中国）：2009年（平成21年）9月25日締結
- 国立台湾大学医学院（ 台湾）：2009年（平成21年）4月1日締結
- テキサス大学ヒューストン健康科学センター看護学部（ アメリカ合衆国）：1999年（平成11年）3月29日締結
- バージニア大学看護学部（ アメリカ合衆国）：2000年（平成12年）11月6日締結

工学部
- 忠北大学校工科大学（ 韓国）：2001年（平成13年）10月10日締結
- 全北大学校工科大学（ 韓国）：2004年（平成16年）3月19日締結
- 又松大学校鉄道大學（ 韓国）：2010年（平成22年）2月1日締結
- 重慶理工大学（ 中国）：2004年（平成16年）1月10日締結
- 上海交通大学環境科学与工程学院（ 中国）：2004年（平成16年）2月11日締結
- 西華大学関連工科系学院（ 中国）：2007年（平成19年）2月5日締結
- ロンドン大学ユニバーシティ・カレッジ（ イギリス）：2008年（平成20年）1月17日締結
- セントラル・ランカシャー大学（ イギリス）：2008年（平成20年）3月1日締結
- ミネソタ大学工学部（ アメリカ合衆国）：2000年（平成12年）7月26日締結

農学部
- 忠南大学校農科大学（ 韓国）：2000年（平成12年）5月18日締結
- チュラロンコン大学理学部（ タイ）：2005年（平成17年）2月25日締結
- タクシン大学技術・地域開発学部（ タイ）：2012年（平成24年）1月16日締結
- メージョー大学農学生産学部（ タイ）：2012年（平成24年）2月23日締結
- 新疆畜牧科学院（ 中国）：1991年（平成3年）9月2日締結
- 新疆農業大学（ 中国）：1991年（平成3年）9月2日締結
- 東北師範大学都市・環境科学学院（ 中国）：2010年（平成22年）4月15日締結
- 国立台湾大学生命科学学院（ 台湾）：2007年（平成19年）8月9日締結
- ハノイ農科大学（ ベトナム）：2002年（平成14年）3月4日締結
- ジャハンギナガール大学生物科学部（ バングラデシュ）：2012年（平成24年）3月6日締結
- ウエストハンガリー大学農業食品科学部（ ハンガリー）：2011年（平成23年）11月9日締結
- ニュージーランド作物・食物研究所（ ニュージーランド）：2008年（平成20年）9月3日締結
- ラプラタ大学理学部（ アルゼンチン）：2011年（平成23年）4月27日締結

大学院理工学研究科
- バンドン工科大学建築・計画政策開発学部（ インドネシア）：2008年（平成20年）3月14日締結

大学院東アジア研究科
- 復旦大学日本研究センター（ 中国）：2001年（平成13年）10月29日締結

医学部付属病院
- 朝鮮大学校病院（ 韓国）：2006年（平成18年）9月22日締結[広報 18]

### 包括的連携・協力協定
- 宇部興産：2004年（平成16年）4月2日締結
- トクヤマ　徳山製造所：2004年（平成16年）10月26日締結
- 山口銀行：2004年（平成16年）11月10日締結
- 宇部市：2004年（平成16年）12月21日締結
- 山口市：2005年（平成17年）9月28日締結
- 国土交通省中国地方整備局：2006年（平成18年）3月15日締結
- 財団法人横浜企業経営支援財団：2008年（平成20年）10月15日締結
- 国際協力機構：2010年（平成22年）6月1日締結
- 放送大学：2010年（平成22年）11月15日締結
- 独立行政法人山口県産業技術センター：2011年（平成23年）5月31日締結[広報 19]
- 東亜大学・東亜看護学院：（平成24年）12月21日締結
- 山口学芸大学・山口芸術短期大学：2013年平（平成25年）9月18日締結
- 美祢市：2014年（平成26年）3月5日締結
- 株式会社山口銀行･株式会社MOT総合研究所：2015年（平成27年）1月16日締結
- 周防大島町：2015年（平成27年）1月21日締結
- 山口県：2015年（平成27年）2月27日締結
- JAXA：2016年（平成28年）9月14日締結
- 一般財団法人山口県建設技術センター：2017年（平成29年）2月20日締結
- 宇部工業高等専門学校：2017年（平成29年）6月1日締結
- 公益社団法人発明協会並びに一般社団法人発明推進協会：2017年（平成29年）10月13日締結
- 島津製作所・山口県・山口市：2018年（平成30年）12月20日締結
- 国立歴史民俗博物館：2018年（平成30年）4月25日締結[34]
- 日本行政書士会連合会・一般社団法人コンピュータソフトウェア著作権協会：2019年（令和元年）5月7日締結
- 国立研究開発法人新エネルギー産業技術総合開発機構：2019年（令和元年）6月26日締結
- 国立研究開発法人防災科学技術研究所：2020年（令和2年）3月19日締結
- 丸久：2020年（令和2年）1月8日締結
- 日本工営：2020年（令和2年）11月25日締結
- アクセルスペース：2020年（令和2年）11月27日締結
- JAグループ山口：2021年（令和3年）3月29日締結

2022年（令和4年）6月10日時点。

## トラブル防止対策
- 大学内に相談窓口[36] を設け、あらゆる学内外の問題に積極的に対応し、未然に防ぐよう努めている。また、問題が生じた時には、調査を丁寧に行い、再発防止に尽力している。サイバー攻撃事件後は、反省を踏まえて、学内行事の中で、インターネット関係の講義や起こり得る事件に関する知識や認識を深め、危機管理の重要性[37] を大事な課題として捉えている。

## 大学公式マスコットキャラクター「ヤマミィ」
- 2015年の創基200周年を契機に、山口大学の学生、附属校の児童生徒（園児）および教職員が一体となって前進することを祈念し、 また開かれた山口大学を目指し社会との連携を強めることを目的として、2012年11月にキャラクターと愛称を策定した[38]。
- プロフィール[39]
  - 名前：「ヤマミィ」（Yama-Me）Yamaguchi University から「Yama（ヤマ）」、そして猫の鳴き声を表す英語の Meow から「私」を表す「me」を取り、それらを合わせた。この「Me」には、「ヤマミィに、山口大学の「私（=アイデンティティ）」を体現する存在になって欲しい」「学生の皆さんに、山口大学でそれぞれの「私」を発見して欲しい」という想いが込められている。
  - コンセプト：山口大学のシンボルマークの形とカラーリングをイメージした、「自由さ」「好奇心」「柔軟性」を持ったネコをモチーフとしている。「山口大学を体現するデザイン」をコンセプトに、大学関係者や県内外の方々にまで幅広く愛されることを目指している。
- ヤマミィの活動：医学部附属病院で行われる「クリスマスの夕べ」、防府天満宮「節分祭牛替神事」での豆まき奉仕、入学試験合格発表や学位記授与式等の学内外行事に登場する[38][40]。
- ヤマミィグッズ：ぬいぐるみや文具等のヤマミィオリジナルグッズが山口大学生活協同組合店舗、オンラインショップ で購入できる。また、LINEスタンプも販売されている（外部リンク）。